# آرش صادقیانی
آرش صادقیانی متولد ۳۱ خرداد ۱۳۶۳ در شهریار والیبالیست ایرانی است.
از ۱۶ سالگی وارد والیبال شد و در ۱۸ سالگی تیم ملی نوجوانان ایران دعوت شد. او والیبال را از تیم نوجوانان و جوانان پیکان شروع کرد و بعد به تیم برق و سپس تیم صنام پیوست. او در تیم‌های پگاه ارومیه و پتروشیمی ماهشهر، کاله و پیشگامان کویر یزد نیز سابقه بازی دارد. صادقیانی در حال حاضر سرمربی باشگاه والیبال هورسان رامسر است. صادقیانی در والیبال قهرمانی نوجوانان آسیا ۲۰۰۳ به عنوان بهترین زننده سرویس و در والیبال قهرمانی زیر ۲۰ سال آسیا ۲۰۰۴ نیز به عنوان بهترین سیوکننده توپ انتخاب شد.